# Eduardo Escobar (escritor)
Eduardo Escobar (Envigado, 20 de diciembre de 1943-Envigado, 18 de marzo de 2024) fue un escritor, poeta, ensayista, cuentista y periodista colombiano, cofundador del movimiento literario nadaísta en 1958, junto a Gonzalo Arango, Amílcar Osorio, Alberto Escobar Ángel, Guillermo Trujillo, Humberto Navarro Lince, Elkin Gómez y Darío Lemos, según declara el  escritor en su libro Mis primeros setenta años y otros días.  (Medellín: Universo Centro,  2025) . 

## Biografía
Tras pasar por diversos planteles religiosos, siendo todavía un adolescente, se retiró de los estudios formales para dedicarse  muy temprano a la lectura y al proyecto nadaísta. A los 16 años ya era parte de "la breve gente de tropa",  -como diría  el abogado y escritor Alberto Aguirre-, que acompañaba en Medellín las propuestas de Gonzalo Arango.
Publicó libros de poesía y prosa: ensayos, cuentos, biografía histórica, manifiestos, diatribas, crítica literaria y artística, textos autobiográficos, memorias,  estampas, reflexiones, divagaciones, relatos, cartas, y divertimentos, y muy numerosos trabajos periodísticos. Entre sus libros se destacan Invención de la uva (1966), Del embrión a la embriaguez (1969), Cuac (1970), Confesión mínima (1975), Correspondencia violada (1980), Nadaísmo crónico y demás epidemias (1991), Ensayos e intentos (2001), Fuga canónica (2002), Prosa incompleta (2003), Poemas ilustrados (2007), Cuando nada concuerda (2013), Cabos sueltos (2017),  Insistencia en el error (2020), y Escritos en contravía (2023),Mis primeros setenta años y otros días (2025), entre otros.
Director de la primera revista del nadaísmo, La viga en el ojo, ilustrada por Álvaro Barrios y Pedro Alcántara Herrán,  que contó con colaboradores internacionales, especialmente mexicanos y venezolanos. Colaborador de Nadaísmo 70, publicación dirigida por Gonzalo Arango y Jaime Jaramillo Escobar. Poemas suyos se incluyen en la mayoría de las antologías de poesía y prosa periodística en Colombia, desde cuando figuró en 1963 en 13 poetas nadaístas, primera antología del movimiento. Sus textos aparecieron en Panorama de la nueva poesía colombiana que dirigió Fernando Arbeláez,  en Doors and Mirrors de Viking Press de Nueva York, y en For Chile For Neruda, antología a cargo del poeta estadounidense Walter Lowenfels, afín a la Generación Beat. Ha sido traducido al inglés por Paul Blackburn, que, al morir, dejó  una traducción de Invención de la uva, su primer libro de poemas editado con el patrocinio de Manuel Mejía Vallejo y Óscar  Hernández Monsalve; y, también al alemán, por Stefan Baciu de la Universidad de Honolulu.
Columnista de los periódicos colombianos El Tiempo, El Colombiano, Universo Centro y El País. Colaborador habitual en las revistas SoHo, Credencial, Cromos, Universidad de Antioquia y Aleph. Versos suyos se publicaron en la revista Eco. Recibió el Premio Nacional de Periodismo Simón Bolívar en 2000 por su columna de opinión “Contravía”. En los años setenta fundó “El café de los poetas”, el primero de los establecimientos de Bogotá donde se realizaron tertulias, recitales de poesía, teatro de cámara, conciertos de música moderna y sesiones de jazz, lo que lo convirtió en un atractivo lugar de encuentro de destacados artistas e intelectuales.
Hizo crítica de pintura en las páginas editoriales de El Tiempo, sobre todo de las exposiciones de la reputada galería Esede, que presentó en Colombia muestras de los informalistas españoles, como Antoni Tàpies i Puig, del expresionismo abstracto estadounidense, y de grandes pintores colombianos como Norman Mejía.
Fue asesor cultural del noticiero de la Cadena Súper y columnista de la cadena básica de Caracol. Compartió un programa en Radio Quince de Medellín, donde se reseñaron libros de actualidad y se apeló al humor para hacer la crítica de los acontecimientos políticos de interés nacional. Además dirigió Nadaísmo ventiao, para Colombiana de Televisión, una serie en la cual se repasó la biografía de grandes íconos culturales del siglo XX como Carlos Gardel y Charles Chaplin, entre otros.
Participó  en la recepción y labor de difusión de la actualidad internacional por parte de los nadaístas antioqueños, siempre  influidos por las vanguardias de la modernidad, y preocupados por la renovación de las tradiciones literarias, culturales y críticas. La actividad crítica desarrollada por Eduardo Escobar en revistas y periódicos es una importante contribución al análisis y divulgación de las vanguardias artísticas internacionales, y a la transformación y modernización de la literatura colombiana.
De sí mismo ha dicho: "No sólo de poesía vive el hombre y menos en Colombia traficando con libros narcóticos. Para sacudir la inopia, como tantos otros antiguos y modernos poetas o simples mortales, recurrí a mil oficios ramplones y actividades prosaicas: fui auxiliar de contabilidad en una pesadilla, patinador de banco todo un junio, mensajero sin bicicleta en una oficina de bienes raíces mientras leí Teoría del desarraigo, fabriqué bolsas de polietileno, joyeros de cartón y terciopelo, fui almacenista, leí a Joyce en una bodega, me desempeñé también como anticuario ambulante, como vendedor de muñecas de navidad fuera de temporada, de diarios y semanarios y mensuarios a la entrada de una clínica de lujo. Artesano de baratijas de cobre. Armador de faroles para barco. Promotor de rifas clandestinas sin premio, por el apremio. Ayudante de cocina por el arroz con chipichipi. Pastor de aves de corral. Maestro sablista del sutil abordaje. Cantinero. Escritor de nimiedades para revistas intrascendentes. Crítico de arte mercenario. Hasta campanero fui de una pandilla de marihuanos. Así aprendí a odiar el trabajo sudando petróleo".
Refugiado en su finca, La Trapa, leía y escribía de sol a sol. En diciembre de 2023 recibió el premio CPB (Círculo de Periodistas de Bogotá) al mejor libro del mes, por su publicación de Escritos en contravía, Bogotá: Intermedio Editores, 2023.
Su antiacademicismo provenía principalmente de sus lecturas de  Baruch Spinoza.
El 18 de marzo de 2024 fallece tras sufrir las complicaciones de un cáncer de pulmón.

## Producción literaria
Su pensamiento y su escritura se han formado y modelado con la lectura de los mejores clásicos: Montaigne, Voltaire, Fernando González, Shakespeare, Cervantes, Durrell, Baudelaire, Russell, Valéry, Rimbaud, André Breton,  Beckett, Celine, Bernhard, Sartre, Camus, Nabokov, León de Greiff, Dostoievsky, Tolstoi, y Verlaine, entre otros.
Fuga canónica (2002) es una novela biográfica de muy importante valor musical, literario e histórico. Un relato poético de la metamorfosis y evolución de un artista. Tiene un muy amplio trabajo de estudio y documentación en archivos y periódicos del siglo XIX para la reconstrucción de Bogotá y su música, el mundo interior del personaje, la relación con otros músicos de su tiempo, y la música eclesiástica, popular o patriótica predominante.
Examina muchos temas de la existencia humana y de la evolución de la música entre los siglos XIX y XX. Es una versión y fuente literaria minuciosa que aporta un capítulo olvidado de la historia nacional de la música. Y ofrece reflexiones interesantes sobre las tragedias humanas. Representa un esfuerzo muy importante de arqueología, rescate y reconstrucción de la memoria musical e histórica de la Bogotá decimonónica.
Prosa incompleta (2003) es un divertimento literario. Sugestivo, lúdico, punzante, y de gran poder alusivo. Reúne con vigor el humor múltiple y la burla de sí mismo. Lo conforman textos pequeños, prosa que también es poesía, ágiles microrrelatos de muy variados temas, con importantes cuestionamientos de creencias y costumbres. Los recorre una ironía luminosa. Todos los temas clásicos y cerrados se vuelven a repensar y abrir de mano de la risa.
El libro revisa y argumenta el valor e interés de muchos autores consagrados: E. A. Poe, Rimbaud, Kafka, Borges, Fernando González, Benedetti, Neruda, Gómez Jattin, Mario Rivero, León de Greiff, entre otros. Tiene amplios valores dobles: el humor y la capacidad crítica. La profundidad y la diversidad. El poeta Jaime Jaramillo Escobar destaca el esplendor de la prosa. Es un libro culto y delicioso.
Poemas ilustrados (2007) es un libro artesanal de los impecables talleres artísticos de la editorial Tragaluz. Poesía pura y concentrada. Una fiesta verbal, amplia de motivos imaginativos, juegos fónicos, imágenes danzarinas y novedosas asociaciones. Condensa la poesía más conocida del poeta : “Cucarachas en la cabeza”, “Homenaje a un anticuario muerto”, “La flecha inmóvil”, y “Envío”. El libro manifiesta su elección estética: lo caracterizan construcciones retóricas juguetonas, malabarismos verbales, sintaxis barroca, arbitrariedad asociativa, frecuente experimentación, escritura de filigrana, y diversos efectos y recursos culteranos. Sobresale por su delicadeza y humor. Una obra ‘inquietante’ la denomina el poeta X-504.
Cuando nada concuerda (2013) combina la crónica, el ensayo y la  crítica literaria. Lo componen 13 ensayos muy cercanos a Montaigne, y una interesante presentación. Es un ejercicio de recepción lectora y reflexión. Habla de lectura y relectura. De libros leídos y muy queridos como Los Bruddenbrook de Thomas Mann, o El mundo como voluntad y representación de Schopenhauer. De su influjo perdurable. Sus revelaciones e insinuaciones. Es el regreso a escritores decisivos en su formación y madurez, como fueron Rimbaud, Sartre y, sobre todo, Albert Camus.
Explica las adhesiones y alejamientos del marxismo y el comunismo. Como Camus en El hombre rebelde (1951), Eduardo Escobar dice lo que otros intelectuales  no pudieron ni quisieron decir: ambos escritores hablaron y cuestionaron el terror comunista y el fracaso del comunismo..
El libro conduce a repensar muchos temas, entre ellos el valor histórico y literario del nadaísmo2: el movimiento literario y cultural más brillante e influyente en la vida latinoamericana del siglo XX. A recorrer sus diversos aportes vitales, filosóficos, éticos y estéticos. Y sus hondas repercusiones en el continente. 
Incluye algunos ensayos como “La pregunta de Dios” y “El problema del Patas”, que expresan las dudas y contradicciones humanas esenciales frente a las creencias familiares, religiosas y sociales. Y entrevera las respuestas de las lecturas más avanzadas. De los ‘libros prohibidos’. “Acerca de habla memoria” dedicado a Nabokov y a Lolita. El homenaje a García Márquez, titulado “Un mago visto por un profesor inglés”; “El punto muerto de la escritura” piensa a Beckett, Celine y Bernhard; “Vigencia de Albert Camus” señala el valor esencial de su pensamiento para el mundo contemporáneo. Cuando nada concuerda es una obra ensayística influyente e iluminadora, que acerca muchas veces a la carcajada y genera un gran respeto intelectual.
Cabos sueltos, la lectura como pecado capital (2017) lo componen 18 ensayos. Reflexiones sobre la lectura, la escritura y los autores leídos y disfrutados a lo largo de una vida de lector. Es uno de los libros de análisis y pensamiento más interesantes y sonrientes. Tres ensayos pueden resultar especialmente seductores: el de García Márquez, arrinconado por “el peso espeso de la gloria”, el de Fernando Vallejo, sorprendido en su “ira doctorada”, y el dedicado a los escritores con manifestaciones edípicas soterradas o evidentes como Proust, Borges, Nietzsche, Pessoa, Bruce Chatwin o Estanislao Zuleta, entre otros. Es un libro festivo: de muy agradable escritura, y abundante humor e ironía. Coincide con Flaubert, Nabokov y García Márquez en que el único deber de un escritor es escribir bien. ( Afirmación de Cabos Sueltos, p.25.)
Insistencia en el error (2020) es una selecta antología poética con nuevas iluminaciones y escritura de madurez. El poeta Eduardo Escobar, con punzante humor y gracia, invita a repensar al hombre, sus  dudosas certezas, sueños y vanidades, y las relaciones con el mundo y con Dios. Y ofrece muchos momentos bellos y enigmáticos, de sugestivas asociaciones, como en los poemas  "Declaración del espejo", "Identidades", "El insistente desconocido", "Buscador" "Oración", o "La vida privada de mi sombra".
El poeta integra abundante poesía y reflexión sobre la aparente decencia, los asombros y desdoblamientos ante el espejo, las múltiples identidades humanas, los empeños y energías de la vejez, las proximidades y repeticiones entre los muertos y los vivos , la libertad de pensamiento y los dogmatismos, los méritos de un poeta desconocido, o las conversaciones fraternas con Dios.  Se pregunta por la insistencia en el error que pudo haber significado la escritura, y la conciencia del poema como vana aproximación, e incluye evocaciones, recuerdos íntimos, admiraciones y convocatorias que manifiesta con sonriente ironía.
Dos trabajos singulares merecen detenimiento: la deliciosa escritura de la revista SoHo, y las muy diversas columnas del periódico El Tiempo  por las que recibió el Premio Simón Bolívar, año 2000, y el premio  del Círculo de Periodistas de Bogotá, CPB,  en diciembre de 2023.

## Obras publicadas  (29)
- Invención de la uva. Medellín: Ediciones Papel sobrante, 1966. Poesía.
- Monólogos de Noé. Medellín: Ed. Gamma, 1967. Poesía.
- Del embrión a la embriaguez. Medellín: Ed. Antorcha, 1969. Poesía.
- Segunda persona. Medellín: Ed. Antorcha, 1969. Poesía.
- Cuac. Medellín: Ed. Gamma, 1970. Poesía.
- Buenos días noche. Medellín: Ed. Gamma, 1973. Poesía.
- Confesión mínima. Bogotá: Ed. Tercer Mundo, 1975. Esbozo autobiográfico.
- Cantar sin motivo. Bogotá: Cromos Editores, 1976. Poesía.
- Antología poética. Bogotá: Instituto Colombiano de Cultura, 1978. Poemas.
- Correspondencia violada. Bogotá: Instituto Colombiano de Cultura, 1980. Cartas de los nadaístas.
- Escribano del agua. Medellín: Universidad de Antioquia, 1986. Poesía.
- Gonzalo Arango. Bogotá: Procultura, 1989. Biografía.
- Vámonos de fracasos por el aire desnudo. Roldanillo: Ed. Roldanillo / Museo Rayo, 1990. Poesía.
- Nadaísmo crónico y demás epidemias. Bogotá: Arango Editores, 1991. Prosa.
- Cucarachas en la cabeza. Bogotá: Taller Diez Veintidós, 1991. Poema.
- Manifiestos nadaístas. Bogotá: Arango Editores, 1992. Manifiestos. Diatribas.
- Antología de la poesía nadaísta. Bogotá: Arango Editores, 1992. Poemas.
- Las rosas de Damasco. Bucaramanga: SIC Editores, 2001. Cuentos.
- Ensayos e intentos. Medellín: Ed. Eafit, 2001. Prosa.
- Fuga canónica. Medellín: Ed. Eafit, 2002. Historia sobre la música. Novela biográfica.
- Prosa incompleta. Bogotá: Ed. Villegas, 2003. Prosa. Divertimentos.
- Poemas ilustrados. Medellín: Tragaluz Editores, 2007. Poesía.
- Diván del recalcitrante. Ibagué: Casa del Libro, 2010. Antología de poemas.
- Cuando nada concuerda. Bogotá: Siglo del Hombre Editores, 2013. Ensayos.
- Cabos sueltos. Medellín: Ed. Eafit, 2017. Ensayos.
- Las rosas de Damasco y otros relatos. Medellín: Ed. Sílaba / Alcaldía de Medellín, 2017. Relatos.
- Insistencia en el error. Medellín: Editorial Sílaba, 2020. Antología  de poesía.
- Escritos en contravía. Bogotá: Intermedio Editores, 2023. Prosa. Selección de columnas del periódico El Tiempo.
- Mis primeros setenta años y otros días. Medellín: Universo Centro, 2025. Edición póstuma.

## Antologías
- Arango, Gonzalo (compilador). 13 Poetas nadaístas. Medellín: Ediciones Triángulo, 1963.
- Arango, Gonzalo (compilador). De la nada al nadaísmo. Bogotá: Editorial Tercer Mundo, 1966.
- Escobar, Eduardo. Antología de la poesía nadaísta. Bogotá: Arango Editores, 1992.